# قطعنامه ۴۰۷ شورای امنیت
قطعنامه ۴۰۷ شورای امنیت سازمان ملل متحد که در تاریخ ۲۵ مه ۱۹۷۷ تصویب شد، سندی بین‌المللی دربارهٔ لسونتو-آفریقای جنوبی است. این قطعنامه طی نشست ۲٬۰۰۹ام تصویب شد.